# Dysschema formosissima
Dysschema formosissima là một loài bướm đêm thuộc phân họ Arctiinae, họ Erebidae.